# Cinioch
Cinioch mac Lutrin, o també Kinet mac Luthren, va ser rei dels pictes del 621 al 631.
La Crònica picta, en el seu manuscrit del 971, li atribueix un regnat de 20 anys, tot i que en el manuscrit del 1317 li dona només 14 anys de regnat.
El seu pare portava el nom un nom cèltic proper al del déu Lug. Hom el considera, sense cap més prova, el nebot i successor de Nechtan nepos Uerb. El Chronicon Scotorum i els Annals de Tigernach citen l'any de la seva mort. Els Annals d'Ulster, a més, diuen que va morir en combat:
- 631 "el combat del fill d'Aille i la mort de Cinaed mac Lugthréine, rei dels pictes".[2]

S'identifica aquest "fill d'Aille" a Edwin de Northúmbria, fill del rei Ælla de Deira.